# Хорошилово (Можайский район)
Хорошилово — деревня в Можайском районе Московской области в составе Юрловского сельского поселения. Численность постоянного населения по Всероссийской переписи 2010 года — 21 человек. До 2006 года Хорошилово входило в состав Ваулинского сельского округа.
Деревня расположена в южной части района, на правом берегу реки Протва, примерно в 17 км к югу от Можайска, высота центра над уровнем моря 205 м. Ближайшие населённые пункты — Бабаево на юго-востоке, Сальницы на юге, Юрьево на западе и Тропарёво на севере.